# 6138 Miguelhernández
6138 Miguelhernández è un asteroide della fascia principale. Scoperto nel 1991, presenta un'orbita caratterizzata da un semiasse maggiore pari a 2,3441297 UA e da un'eccentricità di 0,1928469, inclinata di 2,66695° rispetto all'eclittica.